# 加氏蛇䲁
加氏蛇䲁（學名：Ophiclinus gabrieli），為輻鰭魚綱䲁形目胎䲁科蛇䲁屬的一個種，種名是為了紀念澳洲藥劑師、貝類學家查爾斯·約翰·加布里埃爾（Charles John Gabriel，1879-1963），分布於印度西太平洋澳洲南部海域，本魚體細長，體深褐色，有一灰色條紋中並有明顯的白色斑點，從吻部延伸到頭頂，沿著背鰭基部，在後部形成白色斑點，每隻眼睛後部都有一條彌散的白色條紋，沿著中間延伸，在後部形成一系列大的白色斑點，背鰭為灰色，尾鰭和臀鰭為棕色，各有白色斑點，尤其是在鰭的後部，體長可達16公分，棲息在藻類生長的沙石底質海床，雌魚產附著性卵，雄魚會守護卵，幼魚為浮游性，生活習性不明。